# Államok vezetőinek listája 710-ben
Ezen az oldalon az i. sz. 710-ben fennálló államok vezetőinek névsora olvasható földrészek, majd országok szerinti bontásban.

## Európa
- Bizánci Birodalom
  - Császár: II. Iusztinianosz (705–711)

- Bolgár Kánság
  - Kán: Tervel (700–721)

- Frank Birodalom
  - Király: III. Childebert (694–711)
  - Bajor Hercegség: II. Theodo (680–717)
  - Türingiai Hercegség: II. Hedan (689–717)

- Longobárd Királyság
  - Király: II. Aripert (701–712)
  - Beneventói Hercegség
    - Herceg: II. Romuald (706–731)

  - Friuli Hercegség
    - Herceg: Pemmo (706–739)

  - Spoletói Hercegség
    - Herceg: II. Faroald (703–720)

- Velencei Köztársaság
  - Dózse: Paulicius (697–717)

- Vizigót Királyság
  - Király: Witiza (702–710)
  - Király: Roderic (710–711)

### Britannia
- Dál Riata
  - Király: Selbach (700–723)

- Essexi Királyság
  - Király: Swæfberht (709–738)

- Gwynedd
  - Király: Idwal Iwrch ap Cadwaladr (682–720)

- Kelet-angliai Királyság
  - Király: Ealdwulf (664–713)

- Kenti Királyság
  - Király: Wihtred (691–725)

- Mercia
  - Király: Ceolred (709–716)

- Northumbria
  - Király: I. Osred (706–716)

- Piktek
  - Király: Nechtan mac Derile (706–724)

- Strathclyde
  - Király: II. Beli (694–722)

- Wessexi Királyság
  - Király: Ine (688–726)

## Ázsia
- Csampa
  - Király: II. Vikrantavarman (687-741)

- Ibériai Királyság
  - Király: III. Guaram (692–748)

- India
  - Anuradhapura
    - Király: Manavamma (691-726)

  - Csálukja Birodalom
    - Király: Vidzsajaditja (696–733)

  - Karkota-dinasztia
    - Király: Pratapaditja (661–711)

  - Pallava
    - Király: II. Parameszvaran (705–710)
    - Király: II. Nandivarman (710–775)

  - Pándja-dinasztia
    - Király: Arikeszari Maravarman (670–710)
    - Király: Kocsadaijan Ranadhiran (710–735)

- Japán
  - Császár: Genmei (707–715)

- Kína (Tang-dinasztia)
  - Császár: Tang Csung-cung (705–710)
  - Császár: Tang Sang-ti (710)
  - Császár: Tang Zsuj-cung (710–712)

- Korea
  - Silla
    - Király: Szongdok (702–737)

  - Palhe
    - Király: Ko (698–719)

- Második Türk Kaganátus
  - Kagán: Kapagan (694–716)

- Omajjád Kalifátus
  - Kalifa: I. al-Valíd (705–715)

- Tibet
  - Király: Mé Akcom (704–755)

## Afrika
- Akszúmi Királyság
  - Akszúmi uralkodók listája
- Nekori Emirátus
  - Emír: I. Szálih ibn Manszúr (710–749)

## Amerika
- Copán
  - Király: Waxaklajuun Ub’aah K’awiil (695–738)
- Palenque
  - Király: II. K'inich K'an Joy Chitam (702–711)
- Tikal
  - Király: I. Jasaw Chan K’awiil (682–734)

## Egyházfő
- Pápa: Constantinus (708-715)
- Konstantinápolyi pátriárka: Kürosz (705–711)

## Fordítás
- Ez a szócikk részben vagy egészben  a   Liste der Staatsoberhäupter 710 című német Wikipédia-szócikk ezen változatának fordításán alapul.  Az eredeti cikk szerkesztőit annak laptörténete sorolja fel. Ez a jelzés csupán a megfogalmazás eredetét és a szerzői jogokat jelzi, nem szolgál a cikkben szereplő információk forrásmegjelöléseként.